# Единство Урала
Избирательное объединение «Единство Урала» (c 2002 года — «За Родной Урал») — блок политических сил, поддерживающих губернатора Свердловской области Эдуарда Росселя. Создан в декабре 1999 года для участия в выборах в Законодательное собрание Свердловской области.
Состоял из общественных движений:
- «Преображение Урала» (лидер — Эдуард Россель)
- «Гражданская инициатива северян» (лидер — Виктор Михель)
- «Гражданская инициатива и согласие» (лидер — Виктор Якимов).

На выборах в Областную думу Свердловской области в 2000 году блок набрал 22,21 % голосов и получил 5 мандатов. Это дало возможность сформировать фракцию, в которую вошли следующие депутаты: Вахрушева Т. Н., Воробьева Э. Л., Заборов А. В., Масаев А. Н., Примаков В. П., Северская Н. А., Соколкина В. А., Шаймарданов Н. З.
Для участия в выборах 2002 года блок был создан теми же участниками («Преображение Урала», «Гражданская инициатива северян» и «Гражданская инициатива и согласие»), но под новым названием — «За Родной Урал».
На областных выборах блок занял первое место с результатом 29,43 % голосов, что дало возможность получить 7 мандатов.
В 2003 году фракции «Единство Урала» и «За родной Урал» были объединены в единую фракцию «За родной Урал — за Единую Россию!».
В выборах 2004 года блок не участвовал.
После вступления Росселя в «Единую Россию» в 2004 году участники блока поддержали эту федеральную партию, а оставшиеся члены фракции «За Родной Урал» в 2005 году перешли во фракцию «Единая Россия».
После выборов 2006 года в Областной думе Свердловской области депутатов, избранных от блока, не осталось, и данное политическое объединение более не создавалось.